# Will Brenton
Will Brenton (andere Schreibweise: Wil Brenton, * 11. November 1962 in Leeds, West Yorkshire, England) ist ein englischer Fernsehproduzent, Drehbuchautor, Regisseur und Schauspieler.

## Leben
Brenton wuchs in Liverpool auf. 1986 absolvierte er die walisische College of Music and Drama und wurde ein professioneller Schauspieler und Darsteller bei Godspell, Lark Rise to Candleford und The Meg and Mog-Show. Später spielte er in vielen in der Belgrade Theatre die Pantomime. Will leitete mehr als 100 Folgen, vor der Arbeit bei der BBC, der Location Based Art Show Bitza.
Seitdem ist er an die Spitze seines Berufes gestiegen und wurde Co-Entwickler von einigen der heute bekanntesten Programme für Kinder und erhielt zahlreiche Auszeichnungen, darunter einen BAFTA, einen Royal Television Society Award sowie sechs BAFTA-Nominierungen und weitere 14 Auszeichnungen und Nominierungen von British Animation Awards. Gemeinsam mit Iain Lauchlan schuf und produzierte er bisher die größte der BBC-Kommission für Kinder, Tweenies, sowie die bisher größte der ITV-Kommission, Jim, Jam & Sunny. Einige der anderen Programme von ihm heißen Boo!, BB3B! und Fun Song Factory.